# 481 TCN
481 TCN là một năm trong lịch La Mã.